# Cantó de Corsegolas
El cantó de Corsegolas és un cantó francès del departament dels Alps Marítims, situat al districte de Grassa. Té 8 municipis i el cap és Corsegolas.

## Municipis
- Besaudun daus Aups
- Boion
- Cipieras
- Consegudas
- Corsegolas
- Lei Fèrras
- Greulieras
- Roquesteron de Grassa

## Història
| Data d'elecció                           | Identitat              | Partit           | Qualitat |
| ---------------------------------------- | ---------------------- | ---------------- | -------- |
| 1961-1985                                | Michel Salvadori       | Divers droite    |          |
| 1985-                                    | Jean-Pierre Mascarelli | RPR, després UMP |          |
| les dades anteriors no són pas conegudes |                        |                  |          |
|                                          |                        |                  |          |

| 1962 | 1968 | 1975 | 1982 | 1990 | 1999  | 2007  |
| ---- | ---- | ---- | ---- | ---- | ----- | ----- |
| -    | -    | -    | -    | -    | 1.728 | 2.181 |